# Drogenbaron
Drogenbaron oder Drogenboss ist die umgangssprachliche Bezeichnung für eine Person, die ein Drogenkartell kontrolliert und in den illegalen Drogenhandel verwickelt ist. Im Unterschied zum Drogendealer, der aktiv am direkten Verkauf an Kunden beteiligt ist, fungiert ein Drogenbaron lediglich als Leiter einer kriminellen Organisation, die im Drogenhandel tätig ist. 

## Geschichte
Seit den 1970er Jahren hat sich die kriminologische Forschung über die Organisierte Kriminalität (und im weiteren Sinne auch über Drogenbarone) entwickelt, wo zunächst die Bedeutung des Humankapitals der Drogenbarone (z. B. individuelle Eigenschaften) betont wurde, dann aber ihr Sozialkapital (z. B. Informations- und Ressourcenvermittler, sozialer Status, Zugang zu Informationen) in den Mittelpunkt gerückt ist.
International bekannte Beispiele sind Pablo Escobar und Griselda Blanco aus Kolumbien, der Bolivianer Roberto Suárez Gómez, der Panamaer Manuel Noriega, der Jamaikaner Christopher Coke, der Niederländer Klaas Bruinsma, die New Yorker Frank Lucas und Leroy Barnes oder Miguel Ángel, Amado Carrillo Fuentes, Osiel Cárdenas Guillén, Ramón Arellano Félix, Ismael Zambada García, Marcos Arturo Beltrán-Leyva und Joaquín Guzmán alias „El Chapo“ aus Mexiko.